# Femern Bælt
Femern Bælt (eller Femer Bælt) er et ca 18 km bredt sund mellem Lolland og Femern. Det er planlagt at forbinde Lolland og Femern med en tunnel.

## Navn
Det tidligere enerådende navn på dansk var Femer Bælt. Navneformen kan skyldes at -n i Femern er blevet opfattet som en dansk bestemthedsendelse eller som en af de tyske -en endelser der bliver til -er i afledninger (f.eks. Emden, Göttingen og Erlangen). Stednavneudvalget under Dansk Sprognævn ændrede i 2001 det traditionelle navn til Femern Bælt, da de mente det var uhensigtsmæssigt og skabte forvirring at bæltet hed det første, men øen det sidste. Der er nu en del forvirring om den korrekte stavemåde.
54°35′N 11°20′Ø / 54.583°N 11.333°Ø